# No Limit
För pokertermen no limit se, No limit (poker).
No Limit är en sång av den nederländska musikgruppen 2 Unlimited. Sången släpptes på singelskiva den 18 januari 1993 och kom att bli en av de mest viktigaste låtarna i den våg av musik som startade eurodancetrenden i Europa på 1990-talet. Singeln har sålts i över 2,8 miljoner exemplar över hela världen. No Limit finns med på 2 Unlimiteds andra album No Limits.
Låten har även bland annat spelats in av den svenska punkgruppen Charta 77 tillsammans med Köttgrottorna 1993.